# Minotauro Fights I
Minotauro Fights I foi a primeira edição do evento de lutas Minotauro Fights. O evento aconteceu no dia 31 de maio de 2005 na Casa de Espetáculos, em Salvador.
Esta edição contou com doze lutas, sendo onze nas regras do MMA (na luta principal, Edson Draggo enfrentou Bruno Carvalho), e uma nas do Boxe profissional (em que o campeão brasileiro Kelson Pinto encarando o paulista João Pereira).
No dia 4 de junho de 2005, este evento foi transmitido na íntegra para todo o Brasil (pelo Premiere Combate) e também para Portugal.
Uma curiosidade sobre este evento é que o famoso lutador de MMA Anderson Silva foi o árbitro principal da luta de boxe e de 3 lutas de MMA.